# عبدالسالم بن میلود سالم
عبدالسالم بن میلود سالم (انگلیسی: Abdelsalem Ben Miloud Salem; ۱ ژانویهٔ ۱۹۲۱ – unknown) بازیکن فوتبال اهل مراکش بود.
از باشگاه‌هایی که در آن بازی کرده‌است می‌توان به باشگاه فوتبال المپیک مارسی، باشگاه فوتبال الوداد کازابلانکا، و باشگاه فوتبال تولوز اشاره کرد.